# Hsin Ping
Hsin Ping, conhecido anteriormente como venerável Zhizong (chinês: 和尚, pinyin: Jingguang Héshàng) (30 de junho de 1970 - 7 de abril de 1995) foi um monge budista da tradição  Mahayana e abade da ordem religiosa de Fo Guang Shan durante o período de 1985 a 1995.

## Biografia
O Venerável Hsin Ping passoua fazer parte de sanga em 1963. Hsin Ping recebeu os preceitos do Mestre Tao Yuan do Templo Hai Hui em Keelung. Frequentou o Colégio Budista Shou Shan e o Instituto de Pesquisa Budista Chinês em Fo Guang Shan.
Em abril de 1995, Hsin Ping morreu repentinamente depois de grave de doença. Uma parte de suas cinzas está enterrada nos Estados Unidos no columbário budista em Rose Hills, na Califórnia, e outra parte em Longevity Memorial Park, em Fo Guang Shan.
O Venerável Hsin Ting cumpriu o resto do mandato de Hsin Ping até 1997, quando então foi eleito o abade chefe.